# When the Light Waned
When the Light Waned è un cortometraggio muto del 1911 diretto da Laurence Trimble. Noto anche come Jean, the Vitagraph Dog, Jean - il cane protagonista del film - era una border collie che apparteneva al regista e che fu una delle prime star canine dello schermo.

## Produzione
Il film fu prodotto dalla Vitagraph Company of America.

## Distribuzione
Distribuito dalla General Film Company, il film - un cortometraggio in una bobina - uscì nelle sale cinematografiche statunitensi il 17 febbraio 1911.